# 32063 Pusapaty
32063 Pusapaty è un asteroide della fascia principale. Scoperto nel 2000, presenta un'orbita caratterizzata da un semiasse maggiore pari a 2,5347020 UA e da un'eccentricità di 0,0714836, inclinata di 5,65342° rispetto all'eclittica.